# Epidemia de peste en China de 1633–1644
La epidemia de peste en China de 1633-1644 fue una epidemia de peste entre 1633 y 1644, durante la última fase de la dinastía Ming en China (Emperador Chongzhen). La epidemia comenzó en la provincia de Shanxi en 1633, y llegó a Pekín en 1641, donde la peste causó la muerte de más de 200 000 personas en 1643, contribuyendo directamente al colapso de la dinastía Ming en 1644.

## Desarrollo
En 1633, durante el sexto año del reinado de Chongzhen, la epidemia de peste comenzó en la provincia de Shanxi.
En 1641, la peste llegó a Pekín, capital de la dinastía Ming. Al mismo tiempo, los registros históricos indican que más de la mitad de la población en el norte de Zhejiang enfermó en 1641, y el 90 % de la población local murió en 1642.
Sólo en 1643, la epidemia alcanzó su punto máximo, matando a más de 200 000 personas sólo en Pekín, representando entre el 20 % y el 25 % de la población local. La "peste de la espinilla" y la "peste de sangre del vómito", registradas en la literatura china en ese momento, eran posiblemente peste bubónica y peste neumónica.
En marzo de 1644, Pekín fue asediado por las tropas de Li Zicheng, mientras que la fuerza defensora en Pekín se debilitó significativamente debido a la plaga, con unos 50 000 soldados menos que los 100 000 originales. Pronto, Li ganó la batalla de Beijing y el emperador Chongzhen se suicidó, marcando el fin de la dinastía Ming.